# Szőrmesapka
A szőrmesapka vagy prémsapka egy állati szőrzetből készült fejfedő. Általában télen használják a hideg ellen, de mára a divatban is eléggé elterjedt. 

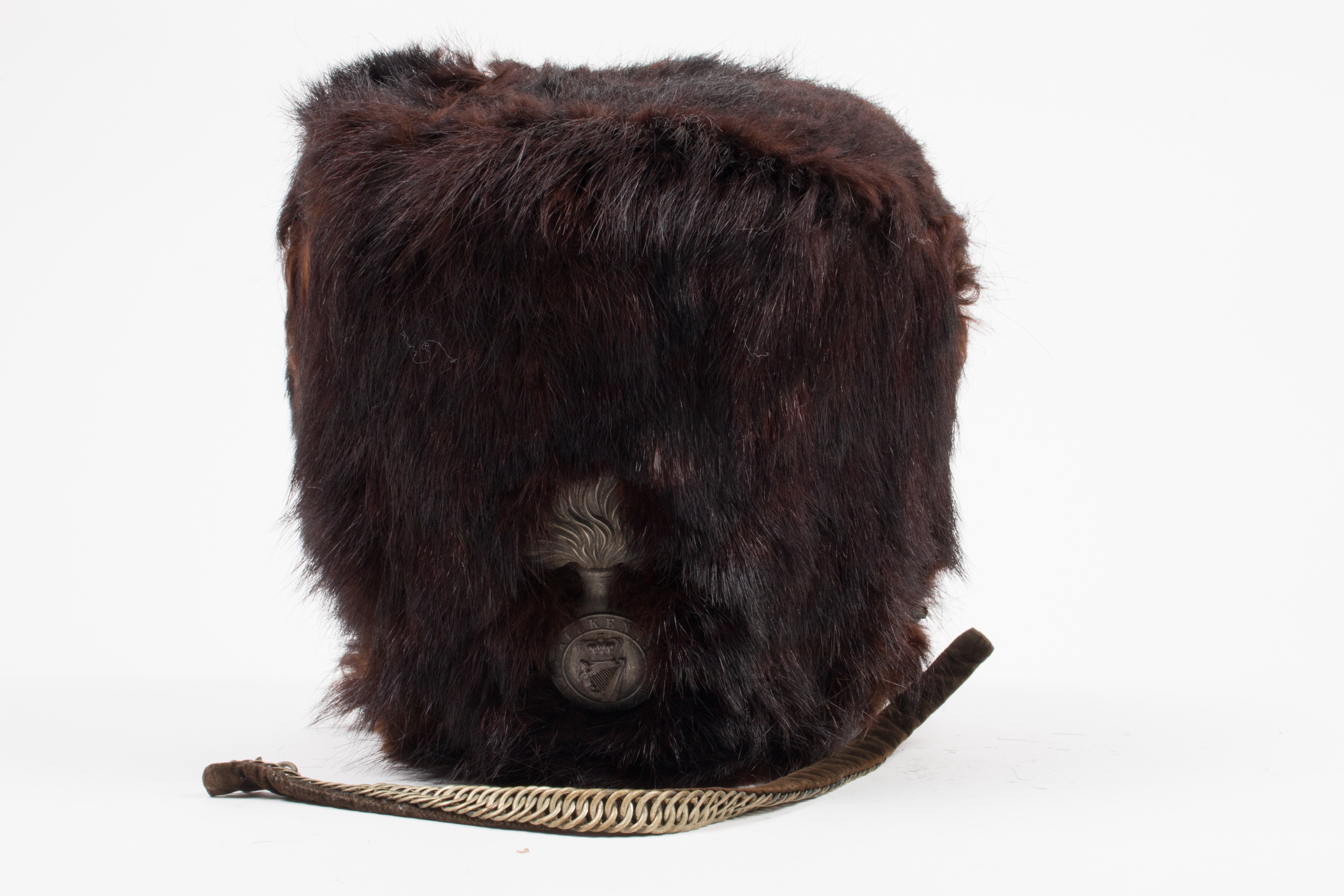
Katonai kucsma medveprémből

## Kárpátalja
A kucsma egy prémből készült, csúcsos vagy lapos tetejű, karimátlan fejfedő. A kucsma szó valószínűleg egy szláv nyelvből ered. Talán az ukrán nyelvből származik, hiszen leginkább az ukrán ку́чма (kúčma) szóhoz hasonlít. A sapkát eredetileg magyar huszárok viselték. Az eredetileg katonai fejfedőnek használt sapka népszerűsége az első világháborút közvetlenül megelőző években (1914–1918) érte el a csúcsot. Széles körben hordták a belga, brit, holland, olasz, német, orosz és spanyol hadseregek öltözeteként.
A katonai kucsmák anyagában volt néhány eltérés, hogy meg tudják különböztetni egymást. A birodalmi gárda orosz kozákjai fekete juhbőrt, a huszárok sötétbarna hosszú szőrű bundáját és fekete báránygyapjúját használtak. Egy kivételével a húsz porosz huszárezred mindegyike feketére festett fókabőr kucsmát viselt, míg tisztjeik a sötétbarna vidrabőr kucsmát részesítették előnyben. A 17. Brunswick huszárezrednek az volt a megkülönböztetése, hogy medvebőrből készült kucsmákat hordtak.

## Szláv országok

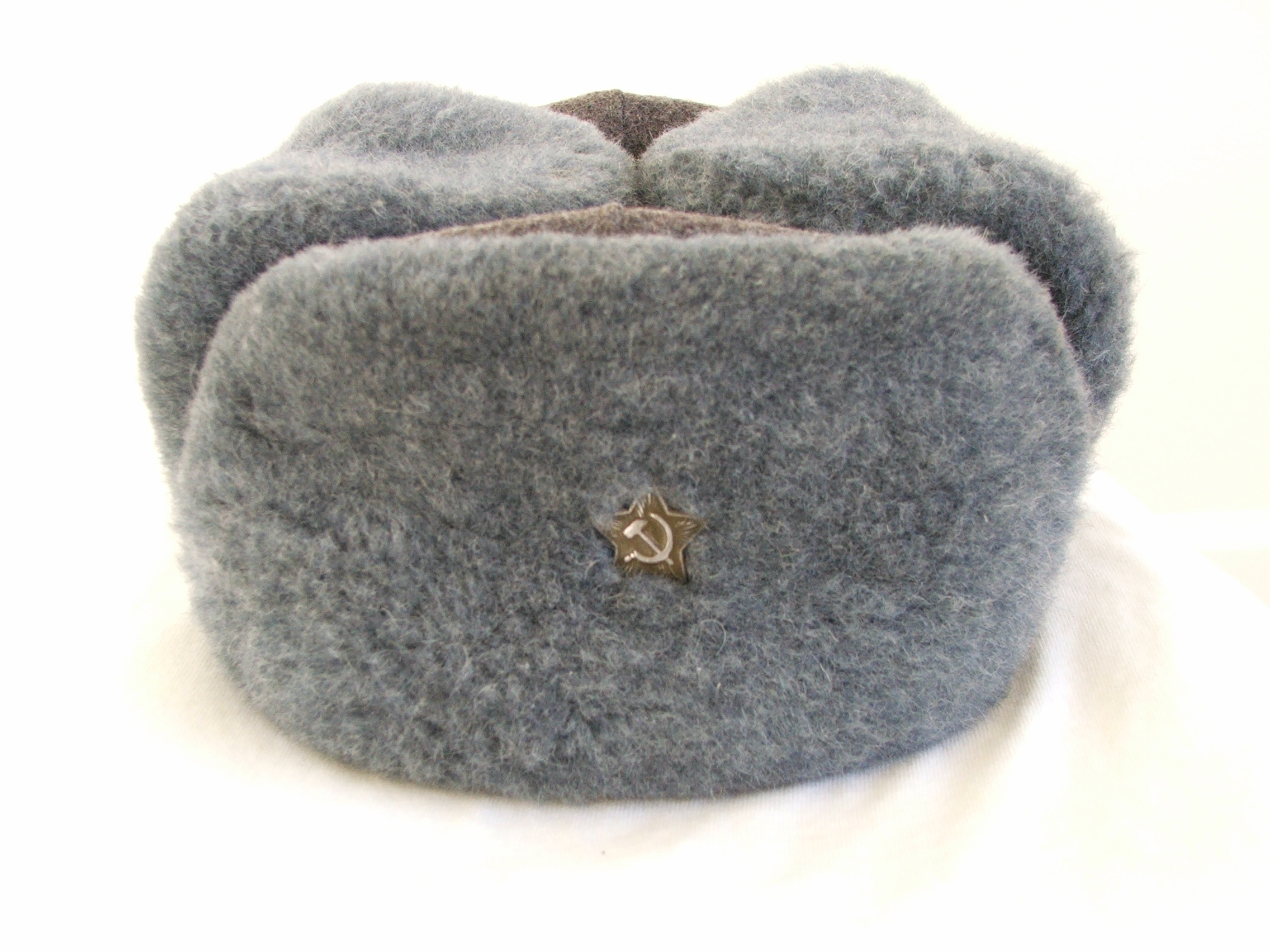
Szovjet usánka felhajtott fülekkel

Az usánka (oroszul: уша́нка, ) egy orosz sapka, mely rendelkezik a fejfedő tetejére felköthető, vagy az állnál rögzíthető fülekkel, hogy megvédjék a füleket, az állkapcsot a hidegtől. A sűrű szőrzet védelmet nyújt a fejet érő tompa ütések ellen is. Hagyományosan a balti régióban is viselik, így Svédországban és Finnországban is. Az usánkákat gyakran olcsó báránybőrből (tsigeyka), egy nyúl vagy egy pézsmapocok préméből készítik. Mesterséges prémes sapkákat is gyártanak, amik nem állati bundából készülnek. A nyércprémes usánkákat széles körben használják Oroszország sarkvidéki régióiban, védik viselőjének fülét és állát még a „mély fagytól” is, amely –70 és –40 °C között van.
A prémes fülvédős sapkák évszázadok óta ismertek, különösen a balkáni szláv országokban, Szerbiában, Horvátországban, Bosznia-Hercegovinában, Észak-Macedóniában, Bulgáriában, valamint Északkelet-Olaszországban, a Julian Marchban, Triesztben és a környező területeken. Ilyen fejfedők találhatók az északi országokban, Svédországban, Norvégiában és Finnországban, az eurázsiai és európai szláv országokban, Oroszországban, Ukrajnában, Szlovéniában, valamint Kaukázusban, Grúziában és Örményországban. A tökéletesen kerek tetejű usánka dizájnját a 17. században fejlesztették ki, amikor Közép- és Észak-Oroszországban egy treukh nevű fülvédős kalapot viseltek. Az 1917-ből származó modern usánka dizájnt is a norvég norvezka ihlette, amely egy kalap, amelyet norvég sarkvidéki felfedezők találtak fel. A fő különbség a treukhhoz képest az, hogy a norvezhka fülvédői sokkal hosszabbak voltak. Ezenkívül a kubai kozákok a közép-ázsiai és kaukázusi népekkel való interakció révén befolyásolták a modern usánka kialakítását. 
1917-ben az orosz polgárháború idején Szibéria uralkodója, Alekszandr Kolcsak bevezetett egy sapkák a téli egyenruhához, amelyet kolcsakovkának neveztek, és az nagyon hasonló volt az ushankához. Kolcsak és a Fehér Hadsereg azonban elvesztette a háborút, és fejfedőiket nem fogadták el az új Szovjetunióban. A Vörös Hadsereg katonái ehelyett a budenovkát viselték, amely nemezből készült. Úgy tervezték, hogy hasonlítson a történelmi bogatyr sisakokra, de viszont nem nyújtott sok védelmet a hideg ellen. A Finnország elleni téli háború alatt a szervezési hibák és a nem megfelelő felszerelés sok szovjet csapatot kiszolgáltatottá tett a hidegnek, és sokan meghaltak a kitettségben. A finn hadsereg sokkal jobb felszereléssel rendelkezett. 1939-ben, nem sokkal a téli háború előtt mutatták be a kissé továbbfejlesztett turkislakki M39-et, amely ma is használatban van.  

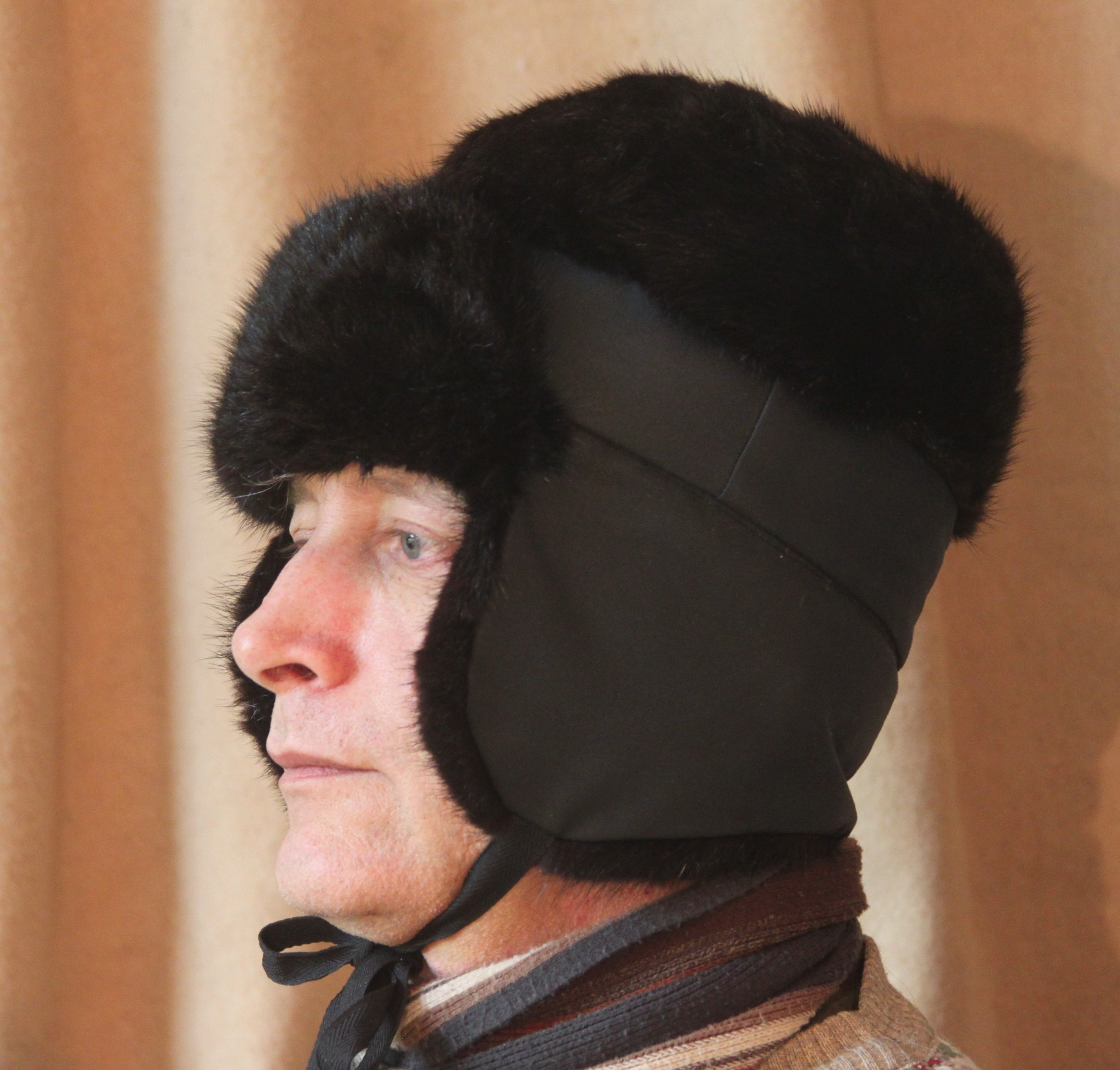
Lehajtott fülű fekete usánka

A téli háború után a Vörös Hadsereg teljesen áttervezett téli egyenruhákat kapott. A budenovkákat végül a finn példa alapján usánkákra cserélték. Amikor az ellenséges katonák megtapasztalták a kemény orosz telet, például a moszkvai csata idején, a német katonák usánkát és egyéb szovjet típusú téli felszerelést kezdtek viselni, mivel az egyenruhájuk nem nyújtott megfelelő védelmet. A második világháborús ushanka az orosz Hadsereg Múzeumban és a Saumur tankmúzeumban került bemutatásra. Az usánka a Szovjetunió, majd az Orosz Föderáció szimbóluma és médiaikonja lett. Az 1974-es Szovjetunióba tett látogatása során a sapkát viselő Gerald Ford amerikai elnökről készült fényképeket az enyhülés lehetséges jelének tekintették.
A szovjet uralommal azonosított és a Varsói Szerződés összes hadseregében kiadott usánka azóta a katonai és rendőri erők téli egyenruhájának részévé vált Kanadában és más, hideg téllel rendelkező nyugati országokban. 2013-ban az orosz hadsereg bejelentette, hogy az usánkát új fejfedőre cserélik, amely lényegében ugyanaz az usánka, csak kerekebb a teteje és kis zárható nyílások vannak a fülekben a fejhallgató viselésére. Az usánkát a keletnémet hatóságok a német újraegyesítés előtt használták, utána télen a német rendőregyenruha része maradt. Hasonló típusú fejfedőt visel a Kínai Népi Felszabadító Hadsereg téli egyenruhája. A Lei Feng ikonikus képén látható sapkatípust a kínaiak gyakran Lei Feng sapkának (雷锋帽, Lei Feng mao) nevezik. Állítások szerint a háborús brit pilóták, akik a Kola bejáratához látogattak, hogy megvédjék a sarkvidéki konvojokat, gyorsan elkezdtek usánkákat hordani, mert saját egyensapkájuk nem volt elég meleg, de "a füleket a sapka tetejéhez kötve tartották, ahogy minden orosz tenné, mert férfiatlannak tartották, ha valaki lehajtott fülekkel hordja a sapkát. Az usánka egy változata népszerű Norvégiában, különösen északon. A "bjørnefitte" (medve hüvely) nevéről hírhedt, amelyet az ország legtöbb részén vulgárisnak tartanak.

## Délnyugat-Európa

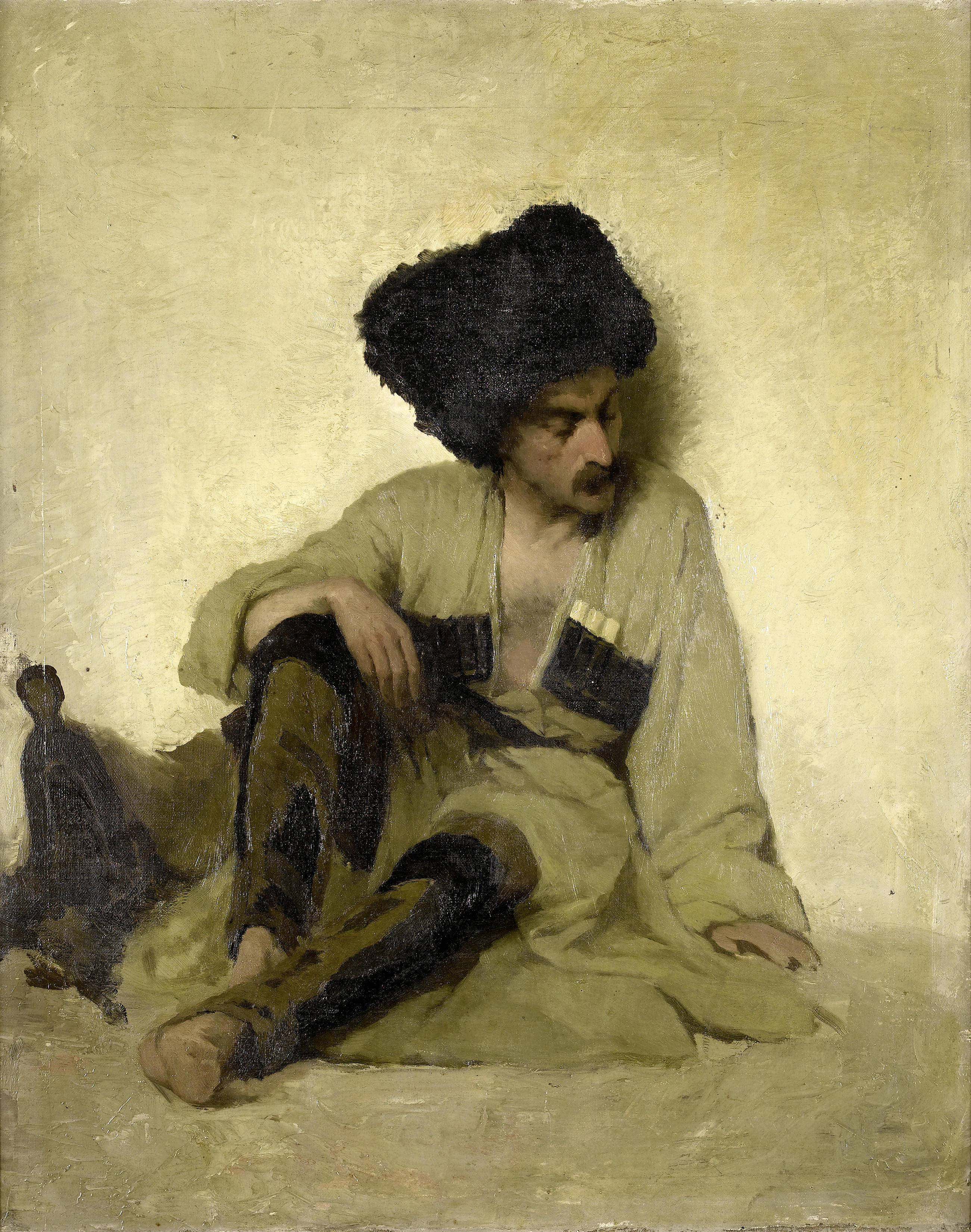
Papakhát viselő kaukázusi férfi

A papakha egy gyapjú sapka, amelyet férfiak viselnek a kaukázusi területeken, régiókban és azon túl is. A papakha szó török eredetű (papakh). Két különböző kaukázusi papakha sapka létezik. Az egyik, az úgynevezett papaha, egy magas prémes sapka, általában karakül báránybőrből készült. A kalap általános megjelenése egy nyitott végű henger, és a fejre van állítva úgy, hogy a karimája hozzáérjen a halántékhoz. Némelyikük fülvédővel van felszerelve, amely használaton kívül felhajtható. A másik stílus az úgynevezett kubanka, ami a papahához hasonlít, csak rövidebb és füllebeny nélküli.
A papakhák egy nagyon fontosak a kaukázusi hegyvidéki népek számára, ahol a férfi kalapját identitásának nagyon fontos részének tekintik. A papakhákat a cserkeszek, csecsenek, dagesztániak és más kaukázusi törzsek eladományozzák Grúziában, főleg Pshavi, Khevi, Mtiuleti és Tusheti hegyvidéki régióiban. 1855-ben, a Kaukázus-hegységben lezajlott hadjáratok után a papakhát a kozákok, majd a lovasság többi tagja egyenruhájának hivatalos részeként vezették be az orosz hadseregben. A papakha nagyon elterjedt Azerbajdzsánban, Örményországban, Türkmenisztánban, Üzbegisztánban, valamint az ujgurok körében is.
Nem sokkal az 1917-es októberi orosz forradalom után a papakhákat eltávolították az új Vörös Hadsereg egyenruhájáról, mivel kapcsolatban álltak a régi cári hatalommal, valamint azért, mert a cári hadsereg számos kozák ezrede harcolt a bolsevikek ellen. Az orosz polgárháború alatt sok bolsevik lovas katona és tiszt (például Vaszilij Csapajev) papakhát vagy kubankát viselt, mert sok közülük kozák volt, és a sapka a lovas katona egyenruhájának része volt. A papakhák 1935-ben ismét az egyenruha részévé váltak, 1941-ben azonban kizárólag ezredesek és tábornokok számára tartották fenn, így a státusz és a magas rang szimbólumává váltak. Jóval később, Andrej Grecsko védelmi miniszteri hivatali ideje alatt a haditengerészet követte a példáját, és bevezette saját sapkáját. A sapka egy kisméretű kubankára emlékeztető, napellenzős változat volt, amelyet a „шапка с ручкой” („nyeles kalap”) becenévvel becézett.
1994-ben ismét kivonták a katonai felhasználásból. Állítólag ez a viselők kérésére történt, akik nem találták hatékonynak a fejfedőt. Mivel a papakha egy viszonylag rövid sapka, amely nem védi jól a füleket. A Kaukázus enyhe éghajlatához jól illeszkedett, de máshol, az alacsonyabb hőmérséklethez nem annyira. A papakhák eltávolítását egyes részekben a Borisz Jelcin uralma alatt az arra irányuló kísérletének tekintették, hogy feladja a korábbi szovjet hagyományokat, és szimbolikusan demonstrálja az ország elkötelezettségét egy új politikai irányvonal mellett. 2005-ben azonban a papakhákat megint visszaállították.

## Közép- és Dél-Ázsia

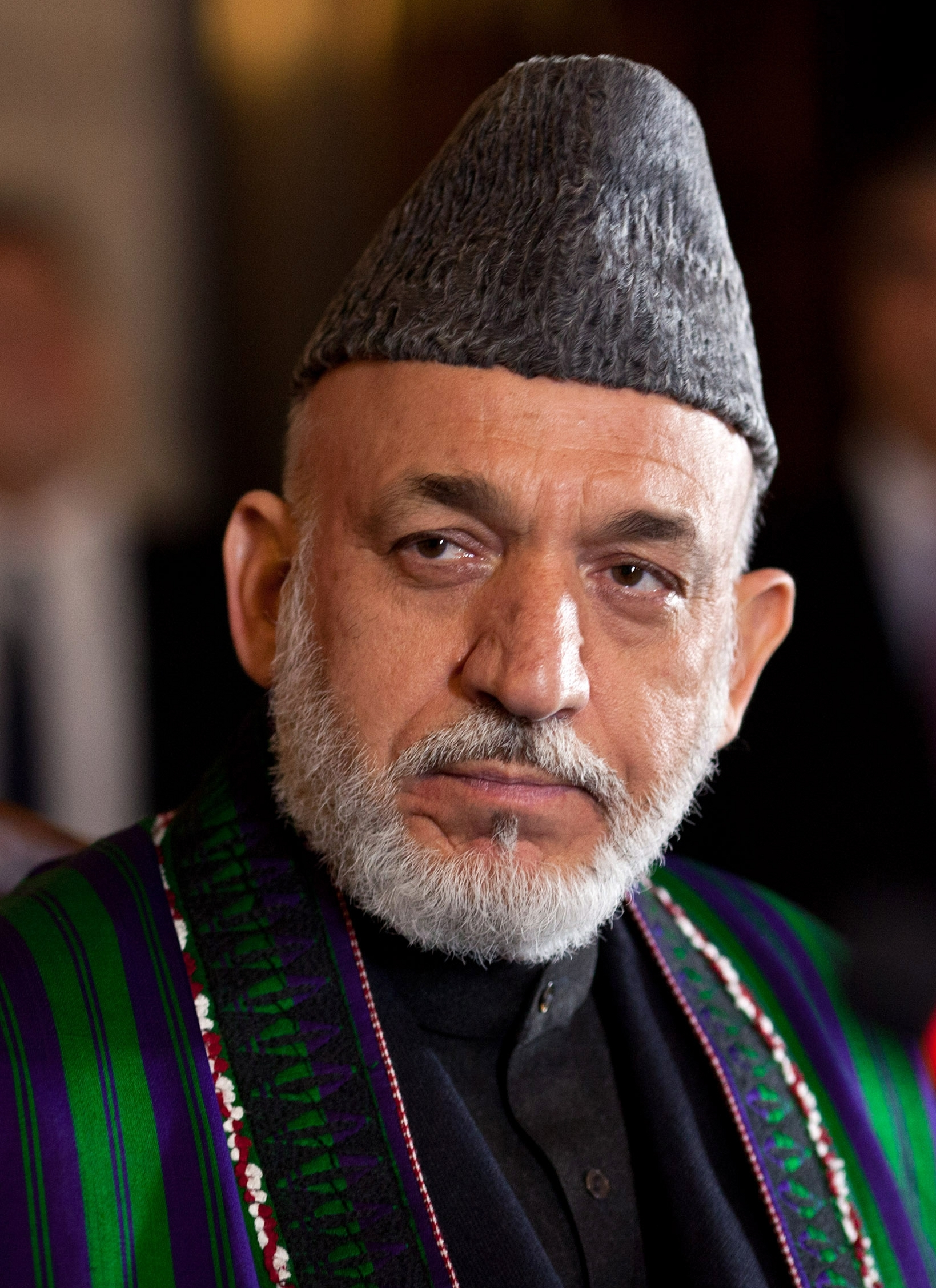
Hámid Karzai szürke karakult hord

A karakul (dari/urdu/pastu/üzbég/kasmír: قراقلی), néha Qaraqul, a karkül juh szőréből készült fejfedő. A karakul az üzbég nyelvben közvetlenül fekete szőrt jelent, és a sapka eredetileg Buharából származik. A karakul csúcsos, laposra hajtódik, ha leveszik viselője fejéről. A sapkát jellemzően férfiak viselik Közép- és Dél-Ázsiában. Amanullah Kán, Afganisztán egykori királya és Muhammad Ali Dzsinnah, Pakisztán alapító atyja viselte. A karakul, amely a 20. század eleje óta minden művelt városi férfit jellemez, szinte teljesen kiment a divatból Afganisztánban és Pakisztánban. Karakul sapkát viseltek a kasmíriak az elmúlt évtizedekben. A Karakul sapkát a köznyelvben "Karakuli" néven ismerik a Kasmír-völgyben.
A Szovjetunióban a karakul sapka nagyon népszerűvé vált a Politikai Hivatal tagjai között. Általánossá vált, hogy a szovjet vezetők ilyen sapkát viselve jelentek meg a nyilvánosság előtt. A fejfedő valószínűleg azért nyerte el tekintélyét a pártvezetők körében, mert a cár és a szovjet tábornokok kötelező parádés attribútuma volt. A karakul sapka viselésével a szovjet vezetők magas politikai státuszukat akarták hangsúlyozni. A Szovjetunióban ez a sapka a pite-sapka becenevet is felvette, mert a hagyományos orosz pitékre hasonlított. Az Oroszországban vagy a Szovjetunióban viselt karakul henger alakú, és nem hasonlít a Dél-Ázsiában viselt Gandhi-sapkához.
A karakul sapkák az 1960-as években váltak népszerűvé az afrikaiak és afroamerikaiak körében. Az olyan afrikai elnökök, mint a mali Modibo Keïta és a guineai Ahmed Sékou Touré, akik maguk is a gyarmatosítás előtti afrikai királyi származásúak voltak, karakul sapkát viseltek, hogy jelezzék függetlenségüket az európai gyarmati hatalomtól. A karakul sapkát gyakran afrikai és afroamerikai keresztények és zsidók viselik. Mind a bársony, mind a műszőrme változatot az afrikai származású férfiak viselik afrikai öltönyökkel. Megfelelő viselet esetén ezek a sapkák mindig ferdén állnak, és soha nem helyezik egyenesen a fejre. A leopárdmintás karakul sapkák elterjedtek Afrikában, de ritkán láthatók az Egyesült Államokban. A populáris kultúrában Eddie Murphy karakul sapkát viselt az Amerikába jöttem című filmben.

## Fordítás
- Ez a szócikk részben vagy egészben  a   Busby című angol Wikipédia-szócikk fordításán alapul.  Az eredeti cikk szerkesztőit annak laptörténete sorolja fel. Ez a jelzés csupán a megfogalmazás eredetét és a szerzői jogokat jelzi, nem szolgál a cikkben szereplő információk forrásmegjelöléseként.
- Ez a szócikk részben vagy egészben  az   Ushanka című angol Wikipédia-szócikk fordításán alapul.  Az eredeti cikk szerkesztőit annak laptörténete sorolja fel. Ez a jelzés csupán a megfogalmazás eredetét és a szerzői jogokat jelzi, nem szolgál a cikkben szereplő információk forrásmegjelöléseként.
- Ez a szócikk részben vagy egészben  a   Papakha című angol Wikipédia-szócikk fordításán alapul.  Az eredeti cikk szerkesztőit annak laptörténete sorolja fel. Ez a jelzés csupán a megfogalmazás eredetét és a szerzői jogokat jelzi, nem szolgál a cikkben szereplő információk forrásmegjelöléseként.
- Ez a szócikk részben vagy egészben  a   Karakul (hat) című angol Wikipédia-szócikk fordításán alapul.  Az eredeti cikk szerkesztőit annak laptörténete sorolja fel. Ez a jelzés csupán a megfogalmazás eredetét és a szerzői jogokat jelzi, nem szolgál a cikkben szereplő információk forrásmegjelöléseként.